# فرودگاه تک‌بانده ازار
فرودگاه تک‌بانده ازار (به انگلیسی: Azare Airstrip) یک فرودگاه همگانی است که یک باند فرود سنگفرش دارد. این فرودگاه در کشور نیجریه قرار دارد .